# 児玉英雄
児玉 英雄（こだま ひでお、1944年 - ） は、日本人カーデザイナー。ゼネラルモーターズ（以降、GM）傘下のオペルでデザイナーとして約40年在籍していた経歴を持つ日本以外の自動車メーカーで活動する日本人カーデザイナーの草分け的存在でもある。2012年現在、ドイツ在住。

## 略歴
- 1944年 - 神奈川県横浜市生まれ。幼少期は父親の仕事の関係で愛知県、静岡県、山口県、福岡県、東京都と移り住む。
- 1962年 - 多摩美術大学工業デザイン科に入学。当時は授業でカーデザインを学ぶ機会がなく、全て自修で学んだ。
- 1966年 - 大学卒業後、オペルに入社。
- 1969年 - アシスタントチーフデザイナーに昇格。
- 1978年 - アドバンストスタジオチーフデザイナーに昇格。
- 1992年 - コルサスタジオチーフデザイナーに昇格。
- 1995年 - ヴィークルライン・エグゼクティブデザインディレクターに昇格。
- 2002年 - アドバンス、カラー/トリムおよびクロスカーライン部門デザインディレクターに昇格。
- 2004年 - オペルを退社。以降、フリーランスとなる。

## 人物像
車と触れ合うきっかけは中学生の頃、父親の仕事の送り迎えで使われていたシトロエンの11CVを見たことであり、この頃からカーデザイナーになりたいという願望を持つようになる。
オペル入社のきっかけは多摩美術大学在籍中にGMに直筆の手紙を送ったことであり、児玉は描きためていたデッサンをGMに送ったところ、あっさりと内定の返事をもらった。しかし、当時は査証の関係でアメリカ合衆国での活動が難しかったため、GM系列の西ドイツ・オペルに入社することが決まった。渡航時はわずか500ドルの所持金と片道分の航空券のみだった。
オペル在籍時よりその評価は高く、カー雑誌のカーグラフィックやNAVIにおいて連載を受け持っていた。特に後者においては約20年の長きに渡った。
オペル在籍中にはその手腕を買われ、他社からの誘いもあったが、年収や地位の向上よりもオペルの居心地の良さを取った。
オペルの定年は65歳だが、児玉はそれを待たずして61歳で退職。以降は母校の多摩美術大学で講演を行ったり、展覧会に作品を出品したりするなど新境地にもチャレンジしている。
「自然体」という言葉を好み、それは日々の生活においても仕事上においても座右の銘としている。

## 代表作
- マンタ
- レコルト
- カデット
- アギーラ（初代）
- コルサ（日本名：ヴィータ）
- ティグラ - 2代目はオペル在籍生活最後の作品である
- アストラ　　　など多数

## 著書
2004年　児玉英雄作品集「HIDEO KODAMA：DESIGNER」（二玄社）ISBN 4-544-04131-7

## 参考
- “カーデザイナー 児玉英雄 インタビュー”. オートックワン. (2012年9月28日)